# Fed Cup 2000
Der Fed Cup 2000 war die 38. Auflage des Tennisturniers der Nationalteams der Frauen.

## Weltgruppe

### Halbfinale

#### Vereinigte Staaten  – Belgien
| \| 2 1 \| Datum: 21. bis 22. November 2000 Austragungsort: Mandalay Bay Events Center, Las Vegas, Vereinigte Staaten Belag: Teppich (Halle) \| | |                |
| Vereinigte Staaten | Belgien | Ergebnis       |
| Monica Seles | Justine Henin | 7:61, 6:2      |
| Lindsay Davenport | Kim Clijsters | 7:64, 4:6, 6:3 |
| Jennifer Capriati Lisa Raymond | Els Callens Dominique Van Roost                                                                                                   | 3:6, 5:7       |
| 2 1 | Datum: 21. bis 22. November 2000 Austragungsort: Mandalay Bay Events Center, Las Vegas, Vereinigte Staaten Belag: Teppich (Halle) |                |

#### Tschechien  – Spanien
| \| 1 2 \| Datum: 21. bis 22. November 2000 Austragungsort: Mandalay Bay Events Center, Las Vegas, Vereinigte Staaten Belag: Teppich (Halle) \| | |                 |
| Tschechien | Spanien | Ergebnis        |
| Dája Bedáňová | Arantxa Sánchez Vicario | 7:5, 4:6, 3:6   |
| Květa Hrdličková | Conchita Martínez | 6:73, 7:62, 4:6 |
| Dája Bedáňová Květa Hrdličková | Virginia Ruano Pascual Magüi Serna                                                                                                | 1:6, 6:3, 7:65  |
| 1 2 | Datum: 21. bis 22. November 2000 Austragungsort: Mandalay Bay Events Center, Las Vegas, Vereinigte Staaten Belag: Teppich (Halle) |                 |

### Finale

#### Vereinigte Staaten – Spanien
| \| 5 0 \| Datum: 24. bis 25. November 2000 Austragungsort: Mandalay Bay Events Center, Las Vegas, Vereinigte Staaten Belag: Teppich (Halle) \| | |                  |
| Vereinigte Staaten | Spanien | Ergebnis         |
| Monica Seles | Conchita Martínez | 6:2, 6:3         |
| Lindsay Davenport | Arantxa Sánchez Vicario | 6:2, 1:6, 6:3    |
| Lindsay Davenport | Conchita Martínez | 6:1, 6:2         |
| Jennifer Capriati | Arantxa Sánchez Vicario | 6:1, 1:0 Aufgabe |
| Jennifer Capriati Lisa Raymond | Virginia Ruano Pascual Magüi Serna                                                                                                | 4:6, 6:4, 6:2    |
| 5 0 | Datum: 24. bis 25. November 2000 Austragungsort: Mandalay Bay Events Center, Las Vegas, Vereinigte Staaten Belag: Teppich (Halle) |                  |